# مستشفى العلمين النموذجي
مستشفى العلمين النموذجي هو مستشفى عام حكومي مصري، يتبع أمانة المراكز الطبية المتخصصة أحد قطاعات وزارة الصحة والسكان، يقع بالكيلو 107 طريق الإسكندرية مطروح الساحلي بمدينة العلمين في محافظة مطروح، على مساحة أكثر من عشرة أفدنة، أنشأ سنة 2014 تحت اسم "مستشفى العلمين المركزي"، ويتبع لمديرية الشئون الصحية بمحافظة مطروح، وظل كذلك حتى نُقل تبعيته لأمانة المركز الطبية المتخصصة وتغير اسمه إلى "مستشفى العلمين النموذجي" سنة 2019، بلغت الطاقة الاستيعابية للمستشفى سنة 2022 حوالي 97 سرير، خمسة غرف للعمليات، وعشرة حضانات للأطفال.

## الأقسام والتخصصات
تبلغ مساحة المبنى الرئيسي بالمستشفى حوالي 23597 متر مربع، ويضم أقسام الاستقبال والطوارئ، التخدير، النساء والتوليد، جراحة المخ والأعصاب، الباطنة، القلب والأوعية الدموية، الجراحة العامة، جراحة التجميل، الأطفال، العناية المركزة، جراحة القلب والصدر، جراحة الوجه والفكين، الكلى، الرمد، جراحة العظام، والباثولوجي.